# Indotritia clavata
Indotritia clavata är en kvalsterart som beskrevs av Wallwork 1977. Indotritia clavata ingår i släktet Indotritia och familjen Oribotritiidae. Inga underarter finns listade i Catalogue of Life.